# Metlakatla
Metlakatla é uma Região censo-designada localizada no estado americano de Alasca, no Prince of Wales-Outer Ketchikan Census Area.

## Demografia
Segundo o censo americano de 2000, a sua população era de 1375 habitantes.

## Geografia
De acordo com o United States Census Bureau, a localidade tem uma área de 6,1 km², dos quais 6,0 km² cobertos por terra e 0,1 km² cobertos por água.

## Localidades na vizinhança
O diagrama seguinte representa as localidades num raio de 80 km ao redor de Metlakatla.